# Đorđe Kaplanović
Đorđe Kaplanović (cyr. Ђорђе Каплановић; ur. 21 marca 1995 w Podgoricy) – serbski koszykarz grający na pozycji środkowego. Reprezentant kraju do lat 16, 18 i 20. Mistrz Europy do lat 20 z 2015 roku i brązowy medalista tej imprezy z 2014 roku. Mistrz Serbii, zwycięzca Ligi Adriatyckiej i Pucharu Serbii z sezonu 2014/2015.

## Życiorys
Kaplanović jest wychowankiem klubu KK Crvena zvezda Belgrad, w którym występował w drużynach juniorskich. W grudniu 2013 roku przeniósł się do klubu KK FMP Železnik Belgrad, w którym w sezonie 2013/2014 rozegrał 27 spotkań w najwyższej klasie rozgrywkowej ligi serbskiej, zdobywając przeciętnie po 8 punktów i 4,1 zbiórki. W kolejnych rozgrywkach (2014/2015) dołączył do pierwszej drużyny Crvenej zvezdy, z którą rozegrał po 3 mecze w lidze serbskiej (średnio po 1,3 punktu) i Lidze Adriatyckiej (przeciętnie po 0,7 punktu). Wraz z klubem tym zdobył mistrzostwo i Puchar Serbii, wygrywając także Ligę Adriatycką. We wrześniu 2015 roku podpisał trzyletni kontrakt z Asseco Gdynia. W sezonie 2015/2016 w barwach Asseco wystąpił w 35 meczach Polskiej Ligi Koszykówki, zdobywając średnio po 3,2 punktu i 2,1 zbiórki. W czerwcu 2016 roku rozwiązał kontrakt z klubem z Gdyni.
Kaplanović jest byłym reprezentantem Serbii do lat 16, 18 i 20. Wraz z kadrą do lat 16 w 2011 roku zajął 9. miejsce w mistrzostwach Europy w tej kategorii wiekowej. Z kadrą do lat 20 dwukrotnie (2014 i 2015) brał udział w mistrzostwach Europy w tej kategorii wiekowej, zdobywając odpowiednio brązowy (2014) i złoty (2015) medal tej imprezy.